# الحزب الفاشي الروسي
الحزب الفاشي الروسي ( RFP ) (باللغة (الروسية: Российская фашистская партия)، التي كانت تسمى أحيانًا الحزب الفاشي لعموم روسيا، كانت حركة للمهاجرين الروس صغيرة ومقرها في منشكو خلال ثلاثينيات وأربعينيات القرن الماضي.

## التاريخ
كانت الفاشية موجودة بين الروس المنشوريين. المنظمة الفاشية الروسية الصغيرة (التي تأسست في عام 1925) قد عززت مبادئها. تسببت هزيمة الجيوش البيضاء في الحرب الأهلية الروسية في الفترة 1917-1922 ، في تشويه سمعة الزعماء البيض الأكبر سنا، إلى جانب صعود الفاشية في إيطاليا (في السلطة من عام 1922) إلى أن ينظر الكثير من المهاجرين الروس الشباب إلى الفاشية كبديل قد يكون أفضل لشيوعية. :160 كانت الحركة الفاشية بين المهاجرين البيض موجودة في جميع أنحاء العالم، لكن غالبية مؤيديها كانوا يعيشون في منشوريا والولايات المتحدة.  استقر عدد من الروس في منشوريا عندما احتلت الإمبراطورية الروسية المنطقة من 1900 إلى 1905، وازداد عددهم من تدفق هرب بعد انتصار الجيش الأحمر في الحرب الأهلية الروسية. 